# Prime Suspect 1973
Prime Suspect 1973 (conosciuto anche come Prime Suspect: Tennison) è una miniserie televisiva britannica del 2017, prequel della serie Prime Suspect (con protagonista Helen Mirren) andata in onda su ITV dal 1991 al 2006. Qui la protagonista, la giovane poliziotta Jane Tennison, è interpretata da Stefanie Martini.

## Trama
Ambientata ad Hackney, la serie raffigura una ventiduenne Jane Tennison mentre inizia la sua carriera come agente presso il Metropolitan Police Service nel 1973, in un momento in cui le donne stavano iniziando a essere gradualmente integrate nelle forze di polizia. Tennison ha a che fare con il sessismo e con il fatto che la sua famiglia disapprova la sua scelta lavorativa.
Sotto la guida dell'ispettore Len Bradfield, l'ingenua e inesperta Tennison assiste nelle indagini sull'omicidio di una giovane fuggitiva, Julie-Ann Collins. Nel frattempo, il criminale Clifford Bentley esce di prigione e, insieme ad altri membri della sua famiglia, pianifica una rapina in banca. Tuttavia, i collegamenti all'omicidio della Collins minacciano di smascherare i piani della famiglia Bentley.

## Episodi
| N° | Titolo     | Prima TV Regno Unito |
| -- | ---------- | -------------------- |
| 1  | Episodio 1 | 2 marzo 2017         |
| 2  | Episodio 2 | 9 marzo 2017         |
| 3  | Episodio 3 | 16 marzo 2017        |
| 4  | Episodio 4 | 23 marzo 2017        |
| 5  | Episodio 5 | 30 marzo 2017        |
| 6  | Episodio 6 | 6 aprile 2017        |

## Produzione
La serie è prodotta per ITV da Noho Film and Television ed è stata adattata da Glen Laker dal romanzo Tennison, scritto dalla creatrice della serie originale Lynda La Plante. Commissionata da ITV nel giugno 2015 con il titolo provvisorio Tennison, la serie doveva essere scritta da La Plante, che aveva anche scritto i romanzi originali di Prime Suspect e la sceneggiatura degli episodi della serie originale. L'annuncio di Stefanie Martini come interprete di Jane Tennison, così come di altri attori, è stato annunciato nel luglio 2016. All'inizio del 2016, La Plante si è ritirata dal progetto, venendo sostituita dallo sceneggiatore Glen Laker. Le riprese sono iniziate nel luglio 2016 a Londra.
Nel giugno 2017, ITV ha confermato che la serie non era stata rinnovata nonostante le valutazioni positive della prima stagione; ciò sarebbe dovuto a differenze creative tra La Plante e ITV.

## Accoglienza
La serie ha ricevuto recensioni contrastanti da parte della critica. Su Rotten Tomatoes ha ottenuto un punteggio di approvazione del 50% basato su 16 recensioni con un voto medio di 6,5/10, mentre il pubblico lo ha promosso al 69%. Su Metacritic ha una media di 59/100 basata su 10 recensioni, corrispondente a «recensioni miste o medie»; invece 13 recensioni del pubblico lo hanno valutato con 7,1/10. Su IMDb detiene una media di 7,5/10 da parte di 2.335 spettatori.
I critici hanno elogiato in particolare l'interpretazione di Stefanie Martini e l'accuratezza del periodo storico. Al momento della prima trasmissione statunitense, Hank Stuever di The Washington Post lo ha raccomandato come «uno dei migliori programmi che troverete in televisione quest'estate», mentre Robert Lloyd del Los Angeles Times ha affermato che «Tennison non è all'altezza di Prime Suspect». Melanie McFarland di Salon ha sostenuto che il prequel non è riuscito a concentrarsi sullo sviluppo del personaggio di Tennison con la stessa intensità del sequel.